# 루아나 패튼
루아나 패튼(Luana Patten, 1938년 7월 6일 ~ 1996년 5월 1일)는 미국의 배우, 영화배우이다.
롱비치에서 태어났으며 롱비치에서 사망하였다. 사인은 호흡 부전이다.

## 영화
- 그로테스크(영어판) (1988년)
- 사건비화 (1967년)
- 폴로우 미, 보이즈! (1966년)
- 멜러디 타임 (1948년)
- 미키와 콩나무 (1947년)
- 남부의 노래 (1946년)